# لا باركا
أولفو مارغريتو تابيا إبارا (بالإسبانية: L. A. Park)‏ (من مواليد 14 نوفمبر 1965) ويشتهر بكونه مذيع مكسيكي بارع ومصارع محترف المقنع، الذي أدي في عدة اتحادات مصارعة كبرى مثل اتحاد لوتشا ليبري تربل ايه (AAA) ويشتهر في جميع أنحاء العالم باسم لا باركا ولا سيما بسبب مصارعته لعدة سنوات لصالح اتحاد بطولة العالم المصارعة (WCW) الأمريكي. وقد عمل مع كل اتحادات المصارعة الكبرى والمتعددة في المكسيك، وكذلك صارع في اليابان. بعد أن حمل بطولة العالم للوزن الثقيل في اتحاد تربل ايه ثلاث مرات، وبطولة العالم في اتحاد رابطة المصارعة الدولية IWU وبطولة ICW للهاردكور وبطولة ICW العالم للوزن الثقيل في وقت واحد.
واضطر تابيا إلى تغيير له اسم الحلبة خاصته من «لا باركا» إلى «أل إيه بارك» (اختصاراً لا أوتينتيكا بارك أو«بارك الأصلي») هذا في أوائل عام 2003 عندما قام مالك اتحاد تربل ايه (AAA) أنطونيو بينيا بالحصول علي حقوق اسم لا باركا La Parka حيث منع تابيا من استخدام الاسم خارج اتحاده لانه في ذلك الوقت كان يصارع لصالح منافس بينا الأكبر اتحاد كونسيخو مونديال دي لوتشا ليبري CMLL حيث استخدم اسم حلبة ثاني وسيلة للتحايل (المعروفة باسم لا باركا دوس La Parka II بين المعجبين).
و في مارس 2010، عاد لا باركا إلى اتحاد AAA وبدأت قصة عداوة بينه وبين لا باركا من اتحاد AAA الذي كان يؤدي شخصيته خيسوس ألفونسو هويرتا إسكوبوزا، حيث دخل لا بارك الأصلي ولا بارك الجديد في عداوة ضد بعضها البعض. انتهت بمبارة في عرض تربل مينيا الثامن العشر Triplemania XVIII حيث هزم إل إيه بارك لاباركا وحصل على حقوق الاسم مرة أخرى، ومع ذلك، تم طرد في وقت لاحق.
قام عم تابيا بتغيير شخصيته إلى سوبر باركا بعد أن اكتسب تابيا شهرة عالمية. العديد من أقرباء تابيا هم مصارعون محترفون، بما في ذلك شقيقه إيل هيخو دي سين كاراس وابن أخيه فالادور جونيور. وابن أخيه الكبير فلاير.
- بروفيل لا باركا علي موقع اتحاد تربل ايه
- laparktapiaعلى تويتر.
- صفحة لا باركا على دبليو دبليو إي.كوم

## وصلات خارجية
- لا باركا على موقع IMDb (الإنجليزية)
- لا باركا على موقع قاعدة بيانات الفيلم (الإنجليزية)
- لا باركا على موقع دبليو دبليو إي (الإنجليزية)
- لا باركا على موقع WrestlingData.com (الإنجليزية)
- لا باركا على موقع CageMatch worker (الإنجليزية)
- لا باركا على موقع عالم المصارعة على الإنترنت (الإنجليزية)
- لا باركا على موقع عالم المصارعة على الإنترنت (الإنجليزية)